# Лоскутов, Павел Петрович
Павел Петрович Лоскутов (1 июля 1926, Мельниково, Новосибирская область — 3 декабря 1979, Новосибирск) — советский работник промышленности, директор Новосибирского завода электротермического оборудования (1965—1973) и литейно-механического завода Новосибирского треста «Железобетон» (1977—1979).

## Биография
Родился 1 июля 1926 года в деревне Мельниково (современный Венгеровский район Новосибирской области). Из крестьянской семьи.
Сначала трудился на Новосибирском авиационном заводе имени В. П. Чкалова (мастер, ведущий технолог, начальник мастерской, заместитель начальника, начальник литейного цеха). Окончив в 1962 году НЭТИ, утверждён начальником производства — главным диспетчером предприятия.
С 1964 года — главный диспетчер Западно-Сибирского совнархоза, в 1965—1973 — директор Новосибирского завода электротермического оборудования. При нём был налажен выпуск технически улучшенных электропечей, включая ферросплавовые и рудотермические для заводов цветной металлургии.
Позднее работал главным технологом в Новосибирском ВНИИЭТО. С 1977 по 1979 год возглавлял литейно-механический завод Новосибирского треста «Железобетон».
Был неоднократно депутатом Кировского районного Совета Новосибирска.